# Elecciones legislativas de Argentina de 2023
Las elecciones legislativas de Argentina de 2023 se llevaron a cabo el 22 de octubre de dicho año junto a las elecciones presidenciales de Argentina de 2023. Para estas elecciones se renovaron poco más de la mitad de los miembros de la Cámara de Diputados de la Nación (130 de 257) para el periodo legislativo 2023-2027 y un tercio de los miembros (24 de 72) del Senado nacional para el período 2023-2029.

## Reglas
Por tratarse de elecciones nacionales se aplicaron las reglas establecidas en la Constitución nacional, Código Electoral nacional y otras normas complementarias.
Las elecciones legislativas se realizan cada dos años para renovar parcialmente las dos cámaras del Poder legislativo, denominado Congreso nacional. En cada elección se renueva casi la mitad de los cargos de la Cámara de Diputados y un tercio de la Cámara de Senadores, correspondientes a ocho de los veinticuatro distritos electorales. En ambos casos la elección se realiza mediante voto directo, secreto y obligatorio, aunque para las personas mayores de 70 años y aquellas que tienen entre 16 y 17 años, no existe sanción en caso de que no deseen votar.
La Cámara de Diputados, según el art. 45 de la Constitución Nacional, se integra con diputados elegidos por cada distrito electoral (provincias y CABA), a los cuales les corresponde un número de diputados proporcional a su población, actualizándose cada diez años, según el último censo. Sin embargo dicha regla constitucional no fue aplicada luego de 1983. El número de diputados de cada distrito fue establecido por la última dictadura en 1983 (Decreto Ley 22.847/83), según el censo de 1980 y sin cumplir la regla de proporcionalidad, de modo tal que algunos distritos como la Ciudad de Buenos Aires y las provincias más chicas tienen más diputados de los que les corresponderían según la Constitución, y otras, como la Provincia de Buenos Aires, Córdoba Santa Fe, Mendoza y Salta, tienen menos. En cada distrito, los cargos se distribuyen de manera proporcional a los votos obtenidos por cada fuerza política, usando el sistema D'Hondt, excluyendo a aquellas fuerzas que obtuvieran menos del 3% del padrón electoral del distrito. Los mandatos de los diputados duran cuatro años y son reelegibles indefinidamente. Para ser diputado se debe tener una edad mínima de 25 años.
La Cámara de Senadores, según el art. 54 de la Constitución Nacional, se integra con tres diputados por cada distrito electoral (23 provincias y la CABA), de los cuales dos corresponden a la fuerza política con mayor número de votos y uno a la segunda. Los mandatos de los senadores duran seis años y son reelegibles indefinidamente. Para ser senador se debe tener una edad mínima de 30 años.

## Cargos a elegir
| Provincia              | Cámara de Diputados | Cámara de Diputados | Senado    | Senado    |
| Provincia              | Diputados           | A renovar           | Senadores | A renovar |
| ---------------------- | ------------------- | ------------------- | --------- | --------- |
| Buenos Aires           | 70                  | 35                  | 3         | 3         |
| Ciudad de Buenos Aires | 25                  | 12                  | 3         | —         |
| Catamarca              | 5                   | 2                   | 3         | —         |
| Chaco                  | 7                   | 3                   | 3         | —         |
| Chubut                 | 5                   | 3                   | 3         | —         |
| Córdoba                | 18                  | 9                   | 3         | —         |
| Corrientes             | 7                   | 4                   | 3         | —         |
| Entre Ríos             | 9                   | 4                   | 3         | —         |
| Formosa                | 5                   | 3                   | 3         | 3         |
| Jujuy                  | 6                   | 3                   | 3         | 3         |
| La Pampa               | 5                   | 2                   | 3         | —         |
| La Rioja               | 5                   | 3                   | 3         | 3         |
| Mendoza                | 10                  | 5                   | 3         | —         |
| Misiones               | 7                   | 4                   | 3         | 3         |
| Neuquén                | 5                   | 2                   | 3         | —         |
| Río Negro              | 5                   | 3                   | 3         | —         |
| Salta                  | 7                   | 4                   | 3         | —         |
| San Juan               | 6                   | 3                   | 3         | 3         |
| San Luis               | 5                   | 2                   | 3         | 3         |
| Santa Cruz             | 5                   | 2                   | 3         | 3         |
| Santa Fe               | 19                  | 10                  | 3         | —         |
| Santiago del Estero    | 7                   | 4                   | 3         | —         |
| Tierra del Fuego       | 5                   | 3                   | 3         | —         |
| Tucumán                | 9                   | 5                   | 3         | —         |
| Total                  | 257                 | 130                 | 72        | 24        |

## Resultados

### Diputados
|  | 33,62 % |

|  | 1,54 % |

|  | 1,20 % |

|  | 1,03 % |

|  | 0,34 % |

|  | 0,16 % |

|  | 37,89 % |

|  | 23,65 % |

|  | 1,24 % |

|  | 1,17 % |

|  | 0,62 % |

|  | 0,56 % |

|  | 0,52 % |

|  | 0,12 % |

|  | 27,88 % |

|  | 22,14 % |

|  | 1,17 % |

|  | 1,10 % |

|  | 0,90 % |

|  | 0,39 % |

|  | 0,29 % |

|  | 0,08 % |

|  | 0,05 % |

|  | 26,12 % |

|  | 2,80 % |

|  | 0,75 % |

|  | 0,17 % |

|  | 0,07 % |

|  | 0,07 % |

|  | 3,86 % |

|  | 3,25 % |

|  | 0,24 % |

|  | 0,23 % |

|  | 0,17 % |

|  | 0,12 % |

|  | 0,11 % |

|  | 0,09 % |

|  | 0,04 % |

|  | 88,90 % |

|  | 10,30 % |

|  | 0,80 % |

|  | 77,01 % |

|  | 100 % |

### Senadores
|  | 40,82 % |

|  | 2,18 % |

|  | 0,71 % |

|  | 43,71 % |

|  | 24,58 % |

|  | 1,32 % |

|  | 25,90 % |

|  | 24,57 % |

|  | 0,84 % |

|  | 0,16 % |

|  | 25,57 % |

|  | 3,78 % |

|  | 0,50 % |

|  | 0,15 % |

|  | 0,14 % |

|  | 0,29 % |

|  | 0,22 % |

|  | 87,52 % |

|  | 11,84 % |

|  | 0,64 % |

|  | 78,30 % |

|  | 100 % |

## Resultados por distrito

### Cámara de Diputados
|  | 43,71 % |

|  | 26,53 % |

|  | 25,43 % |

|  | 4,33 % |

|  | 89,90 % |

|  | 9,51 % |

|  | 0,59 % |

|  | 78,57 % |

|  | 100 % |

|  | 42,61 % |

|  | 31,41 % |

|  | 20,54 % |

|  | 5,44 % |

|  | 93,67 % |

|  | 5,60 % |

|  | 0,73 % |

|  | 72,90 % |

|  | 100 % |

|  | 52,52 % |

|  | 25,84 % |

|  | 21,64 % |

|  | 74,30 % |

|  | 25,32 % |

|  | 0,38 % |

|  | 77,31 % |

|  | 100 % |

|  | 45,53 % |

|  | 28,68 % |

|  | 25,79 % |

|  | 91,74 % |

|  | 7,76 % |

|  | 0,50 % |

|  | 72,95 % |

|  | 100 % |

|  | 38,12 % |

|  | 32,85 % |

|  | 23,00 % |

|  | 6,03 % |

|  | 86,88 % |

|  | 11,59 % |

|  | 1,53 % |

|  | 74,83 % |

|  | 100 % |

|  | 33,02 % |

|  | 29,87 % |

|  | 22,40 % |

|  | 12,60 % |

|  | 2,11 % |

|  | 97,20 % |

|  | 2,01 % |

|  | 0,79 % |

|  | 75,73 % |

|  | 100 % |

|  | 38,72 % |

|  | 33,94 % |

|  | 27,34 % |

|  | 90,56 % |

|  | 8,73 % |

|  | 0,71 % |

|  | 77,40 % |

|  | 100 % |

|  | 39,81 % |

|  | 36,49 % |

|  | 23,70 % |

|  | 82,05 % |

|  | 17,18 % |

|  | 0,77 % |

|  | 78,16 % |

|  | 100 % |

|  | 54,31 % |

|  | 30,00 % |

|  | 15,69 % |

|  | 91,73 % |

|  | 7,78 % |

|  | 0,49 % |

|  | 76,02 % |

|  | 100 % |

|  | 38,12 % |

|  | 30,91 % |

|  | 23,98 % |

|  | 6,99 % |

|  | 85,52 % |

|  | 13,60 % |

|  | 0,88 % |

|  | 79,04 % |

|  | 100 % |

|  | 58,15 % |

|  | 37,70 % |

|  | 4,15 % |

|  | 59,21 % |

|  | 40,09 % |

|  | 0,70 % |

|  | 78,15 % |

|  | 100 % |

|  | 41,50 % |

|  | 38,01 % |

|  | 12,69 % |

|  | 7,80 % |

|  | 91,93 % |

|  | 7,40 % |

|  | 0,67 % |

|  | 80,51 % |

|  | 100 % |

|  | 43,18 % |

|  | 26,79 % |

|  | 24,20 % |

|  | 4,14 % |

|  | 1,70 % |

|  | 92,65 % |

|  | 5,96 % |

|  | 1,39 % |

|  | 75,85 % |

|  | 100 % |

|  | 64,87 % |

|  | 28,24 % |

|  | 6,89 % |

|  | 51,35 % |

|  | 48,17 % |

|  | 0,48 % |

|  | 76,08 % |

|  | 100 % |

|  | 35,46 % |

|  | 29,09 % |

|  | 20,75 % |

|  | 7,97 % |

|  | 6,73 % |

|  | 85,96 % |

|  | 12,23 % |

|  | 1,81 % |

|  | 80,33 % |

|  | 100 % |

|  | 32,84 % |

|  | 30,99 % |

|  | 16,61 % |

|  | 14,72 % |

|  | 4,84 % |

|  | 88,11 % |

|  | 10,05 % |

|  | 1,84 % |

|  | 77,54 % |

|  | 100 % |

|  | 39,77 % |

|  | 36,48 % |

|  | 13,18 % |

|  | 5,30 % |

|  | 2,97 % |

|  | 2,30 % |

|  | 92,78 % |

|  | 6,48 % |

|  | 0,74 % |

|  | 75,49 % |

|  | 100 % |

|  | 36,66 % |

|  | 36,40 % |

|  | 26,94 % |

|  | 87,99 % |

|  | 11,18 % |

|  | 0,83 % |

|  | 78,43 % |

|  | 100 % |

|  | 41,08 % |

|  | 27,31 % |

|  | 23,54 % |

|  | 5,36 % |

|  | 2,71 % |

|  | 91,53 % |

|  | 7,41 % |

|  | 1,06 % |

|  | 78,69 % |

|  | 100 % |

|  | 45,00 % |

|  | 36,68 % |

|  | 15,10 % |

|  | 3,22 % |

|  | 63,80 % |

|  | 33,53 % |

|  | 2,67 % |

|  | 72,42 % |

|  | 100 % |

|  | 32,35 % |

|  | 29,10 % |

|  | 26,95 % |

|  | 9,19 % |

|  | 2,41 % |

|  | 96,23 % |

|  | 2,55 % |

|  | 1,22 % |

|  | 73,14 % |

|  | 100 % |

|  | 80,97 % |

|  | 10,73 % |

|  | 8,30 % |

|  | 72,30 % |

|  | 27,18 % |

|  | 0,52 % |

|  | 79,22 % |

|  | 100 % |

|  | 34,13 % |

|  | 30,46 % |

|  | 13,22 % |

|  | 9,91 % |

|  | 7,89 % |

|  | 4,39 % |

|  | 90,81 % |

|  | 6,48 % |

|  | 2,71 % |

|  | 74,17 % |

|  | 100 % |

|  | 46,94 % |

|  | 30,34 % |

|  | 18,17 % |

|  | 2,53 % |

|  | 2,03 % |

|  | 86,25 % |

|  | 12,97 % |

|  | 0,78 % |

|  | 82,65 % |

|  | 100 % |

### Senado
- Buenos Aires
- Formosa
- Jujuy
- La Rioja
- Misiones
- San Juan
- San Luis
- Santa Cruz

|  | 44,01 % |

|  | 26,38 % |

|  | 25,39 % |

|  | 4,22 % |

|  | 90,19 % |

|  | 9,22 % |

|  | 0,59 % |

|  | 78,57 % |

|  | 100 % |

|  | 54,18 % |

|  | 30,26 % |

|  | 15,56 % |

|  | 92,18 % |

|  | 7,33 % |

|  | 0,49 % |

|  | 76,02 % |

|  | 100 % |

|  | 37,93 % |

|  | 30,54 % |

|  | 24,11 % |

|  | 7,42 % |

|  | 86,21 % |

|  | 12,89 % |

|  | 0,90 % |

|  | 79,04 % |

|  | 100 % |

|  | 42,44 % |

|  | 37,75 % |

|  | 11,98 % |

|  | 7,83 % |

|  | 91,87 % |

|  | 7,47 % |

|  | 0,66 % |

|  | 80,51 % |

|  | 100 % |

|  | 65,11 % |

|  | 28,22 % |

|  | 6,67 % |

|  | 51,38 % |

|  | 48,13 % |

|  | 0,49 % |

|  | 76,08 % |

|  | 100 % |

|  | 36,73 % |

|  | 36,42 % |

|  | 26,85 % |

|  | 88,15 % |

|  | 11,02 % |

|  | 0,83 % |

|  | 78,43 % |

|  | 100 % |

|  | 41,45 % |

|  | 27,29 % |

|  | 23,13 % |

|  | 5,40 % |

|  | 2,73 % |

|  | 91,36 % |

|  | 7,58 % |

|  | 1,06 % |

|  | 78,69 % |

|  | 100 % |

|  | 46,11 % |

|  | 35,79 % |

|  | 14,84 % |

|  | 3,26 % |

|  | 65,72 % |

|  | 31,56 % |

|  | 2,72 % |

|  | 72,42 % |

|  | 100 % |